# Natasza Goerke
Natasza Goerke (* 13. März 1960  in Posen) ist eine polnische Schriftstellerin, die in Hamburg lebt.

## Leben
Natasza Goerke studierte Literaturwissenschaft an der Universität Poznań und Orientalistik an der Jagiellonen-Universität in Krakau sowie an der Universität Hamburg. Seit 1985 lebt sie in Hamburg. Goerke beschäftigt sich mit tibetanischen Sprachen und östlicher Philosophie. Ihr Schreiben orientiert sich am magischen Realismus Lateinamerikas und an der anglo-amerikanischen postmodernen Literatur. Sie gehörte zu den Autoren des polnischen Literaturmagazins Brulion, das zwischen 1986 und 1999 in Krakau erschien.

## Schriften (Auswahl)
- Fractale. Sklepy prześcieradłowe. Kurzerzählungen, 1994
- Księga pasztetów, 1997
  - Sibirische Palme. Erzählungen. Aus dem Polnischen von Henryk Bereska. Rospo, Hamburg 1997
- Pożegnania plazmy, 1999
  - Abschied vom Plasma. Erzählungen. Aus dem Polnischen von Hans-Peter Hoelscher-Obermaier. Rospo, Hamburg 2000
- 47 na odlew, 2002
  - Rasante Erstarrung. Roman. Aus dem Polnischen von Marlis Lami. Skarabäus, Innsbruck 2003